# JQuranTree
JQuranTree  es un conjunto de APIs Java para acceder y analizar el Corán, en su forma auténtica en árabe. La biblioteca de Java se libera como un proyecto de código abierto. Para ello se utiliza la distribución Uthmani del proyecto Tanzil (https://web.archive.org/web/20091220092115/http://www.tanzil.info/), que viene incluida sin modificaciones.
La biblioteca contiene:
- una API de Java que envuelve la secuencia de comandos XML de Uthmani del proyecto Tanzil;
- un modelo de objetos de ortografía del Corán;
- codificadores y decodificadores para convertir texto en árabe;
- clases Java para buscar el texto del Corán;
- una guía de usuario y documentación de la API;
- ejemplos de uso de la biblioteca para realizar análisis básico del texto coránico.